# Compagnia Balletto Classico Cosi-Stefanescu
Die Compagnia Balletto Classico Cosi-Stefanescu (eigentlich Compagnia Balletto Classico Liliana Cosi-Marinel Stefanescu) ist eine italienische Ballettkompanie mit Sitz in Reggio nell’Emilia.
Sie wurde 1977 von Liliana Cosi, Primaballerina der Mailänder Scala, und Marinel Stefanescu, Solist am Opernhaus Zürich, gegründet. Die Kompanie tourt vor allem durch Italien, aber tritt auch im Ausland auf. Unter anderem ist sie die erste Kompanie, die zweimal im Vatikan auftreten durfte, das erste Mal 1984 vor Papst Johannes Paul II.

## Repertoire
Das Repertoire umfasst klassische wie auch neoklassische Werke, zumeist choreographiert oder in einer Fassung von Marinel Stefanescu.
Dazu zählen Don Chisciotte, Coppelia und Raymonda, allesamt in einer Fassung von Marinel Stefanescu, die Galawerke I Grandi Pas de Deux, Omaggio al Classico, Tutti Ciaikovski sowie 'Choreographien von Marinel Stefanescu zu zeitgenössischen Themen:' In Attesa del nuovo tempo (dt.: In Erwartung eines neuen Zeitalters) und Ground Zero – Nuovo Giardino – in Anlehnung an den 11. September 2001.
An die Kompanie ist auch eine Schule angeschlossen, wo in einer neunjährigen Ausbildung junge Leute zu professionellen Tänzern ausgebildet werden.